# Sybra peraffinis
Sybra peraffinis là một loài bọ cánh cứng trong họ Cerambycidae.